# Cattedrale di San Ferdinando (Maldonado)
La cattedrale di San Ferdinando (in spagnolo: Catedral de San Fernando) è la cattedrale cattolica della città di Maldonado, in Uruguay, e sede della diocesi di Maldonado-Punta del Este-Minas.

## Storia e descrizione
La cattedrale di Maldonado è un edificio in stile neoclassico. La sua costruzione ha avuto inizio nel 1801 e cinque anni dopo è stata sospesa dalla invasione britannica della regione. L'inaugurazione ha avuto luogo 94 anni più tardi, il 27 ottobre 1895, dall'arcivescovo della città, Mariano Soler. La chiesa è stata intitolata a San Fernando, il patrono della città. Nel 1966 la chiesa è stata elevata a cattedrale come sede della diocesi di Maldonado-Punta del Este (oggi diocesi di Maldonado-Punta del Este-Minas).
La chiesa ha una navata principale, due torri e una cupola. L'altare è opera dello scultore Antonio Veiga. Sopra l'altare è posta l'immagine de La Virgen del Santander, donata nel 1829 dal marchese di Comillas per una grazia ricevuta.